# Diocèse de Santiago du Cap-Vert
Le diocèse de Santiago du Cap-Vert (en latin :  Dioecesis Sancti Iacobi Capitis Viridis ) est une circonscription ecclésiastique de l'Église catholique de l’archipel du Cap-Vert, dont le siège est à Praia, capitale du pays. 

## Histoire
L’évangélisation du Cap-Vert commence au milieu du XVe siècle, lorsque l’archipel est colonisé par les Portugais. 
Le diocèse est créé par le pape Clément VII le 31 janvier 1533. Il dépend de l’archidiocèse de Funchal, qui a sous son autorité les diocèses ultramarins portugais. Cela dure jusqu’en 1551, année où c’est l’ archidiocèse de Lisbonne qui devient le siège métropolitain. 
Rares sont les premiers évêques du Cap-Vert qui s’installent sur les îles. L'évêque Francisco de la Cruz fait cependant construire une cathédrale en 1556. Le palais épiscopal date de la fin du XVIIIe siècle. 
Le 4 septembre 1940, un concordat signé entre Rome et Lisbonne fait perdre au diocèse de Santiago du Cap-Vert sa juridiction sur les territoires de la partie continentale de la Guinée portugaise. Le 9 janvier 1978, le diocèse du Cap-Vert est retiré de la province ecclésiastique du patriarcat de Lisbonne ; il est depuis soumis directement au Saint-Siège.
Le 9 décembre 2003, le diocèse est divisé en deux à la suite de la création du diocèse de Mindelo.

## Evêques de Santiago du Cap-Vert
- Braz Neto : 31 janvier 1533 - 9 février 1538 (décédé)
- João Parvi : 23 septembre 1538 - 29 novembre 1546 (décédé)
  - Sede vacante (1546-1553)
- Francisco da Cruz : 18 août 1553 - mars 1571 (décédé)
- Bartolomeu Leitão : 6 février 1572 - 9 février 1587 (décédé)
- Pedro Brandão : 8 août 1588 - 14 juin 1608 (décédé)
- Luis Pereira de Miranda : 10 novembre 1608 - mai 1610 (décédé)
- Sebastião de Ascensão : 18 avril 1611 - 18 mars 1614 (décédé)
- Manuel Afonso de Guerra : du 24 février 1616 - 8 mars 1624 (décédé)
- Lorenzo Garro : 18 août 1625 – 1er novembre 1646 (décédé)
  - Sede vacante (1646-1672)
- Fabio dos Reis Fernandes : 16 mai 1672 - 8 février 1674 (décédé)
- Antonio de São Dionysio : 2 décembre 1675 - 13 septembre 1684 (décédé)
- Victorino do Porto : 12 mai 1687 - 21 janvier 1705 (décédé)
- Francisco a São Agostinho : 24 sept 1708 - 8 mai 1719 (décédé)
- José a Santa Maria de Jesus Azevedo Leal : 12 février 1721 - 7 juin 1736 (décédé)
- João de Faro : 3 septembre 1738 - 21 juillet 1741 (décédé)
- João de Moreira : 26 novembre 1742 - 13 août 1747 (décédé)
  - Sede vacante (1747-1753)
- Pedro Jacinto Valente : 29 janvier 1753 - 19 janvier 1774 (décédé)
  - Sede vacante (1774-1779)
- Francisco de São Simão : 1er mars 1779 - 10 août 1783 (décédé)
- Cristoforo à São Buonaventura : 14 février 1785 - 29 avril 1798 (décédé)
  - Sede vacante (1798-1802)
- Silvestre Santa Maria : 24 mai - 22 novembre 1813 (décédé)
  - Sede vacante (1813-1820)
- Jerónimo do Barco : 21 février 1820 - 27 décembre 1831 (démission)
  - Sede vacante (1831-1845)
- João Henriques Monis : 24 novembre 1845 - 1er juillet 1847 (décédé)
- Patrício Xavier de Moura : 11 décembre 1848 - 15 avril 1859 (déplacé)
- João Crisóstomo de Amorim Pessoa : 23 mars 1860 - 22 mars 1861 (déplacé)
  - Sede vacante (1861-1865)
- José Luis Alves Feijo : 25 septembre 1865 - 5 mai 1871 (déplacé)
- José Dias Correia de Carvalho : 26 juin 1871 - 9 août 1883 (déplacé)
- Joaquim Augusto de Barros : 27 mars 1884 - 1er mars 1904 (décédé)
- António Moutinho : 14 novembre 1904 - 29 avril 1909 (déplacé)
- José Alves Martins : 10 mars 1910 - 15 novembre 1935 (déplacé)
- Joaquim Rafael Maria d'Assunçâo Pitinho : 15 novembre 1935 - 5 mai 1940 (déplacé)
- Faustino Moreira dos Santos : 28 janvier 1941 - 27 juillet 1955 (décédé)
- José Filípe do Carmo Colaço : 28 mars 1956 - 21 avril 1975 (démission)
- Paulino do Livramento Évora : 21 avril 1975 - 22 juillet 2009 (retraite)
- Arlindo Gomes Furtado depuis le 22 juillet 2009